# James Shaw (siatkarz)
James Shaw (ur. 5 marca 1994 w Woodside) – amerykański siatkarz, grający na pozycji rozgrywającego, reprezentant Stanów Zjednoczonych.

## Sukcesy klubowe
Superpuchar Włoch:
- 2017

Puchar Włoch:
- 2018

Mistrzostwo Włoch:
- 2018

Liga Mistrzów:
- 2018

Mistrzostwo Polski:
- 2019

## Sukcesy reprezentacyjne
Puchar Panamerykański Kadetów:
- 2011

Mistrzostwa Ameryki Północnej, Środkowej i Karaibów Juniorów:
- 2012

Puchar Świata:
- 2019

Puchar Panamerykański:
- 2022[5]